# ورزشگاه وایله
یک ورزشگاه فوتبال به طور کامل بسته و مدرن (تأسیس در سال ۲۰۰۸)در دانمارک و زمین خانگی باشگاه فوتبال وایله بلدکلوب است. این ورزشگاه دارای دو برج برای صنعت و دو سالن VIP زیبا می‌باشد. ورزشگاه دارای ۱۰٬۴۱۸ صندلی است. زمین ورزشگاه به سیستم آبیاری و گرما مجهز شده است.